# Konflikt w Irlandii Północnej
Konflikt w Irlandii Północnej (ang. The Troubles – „Kłopoty”, irl. Na Trioblóidí) – konflikt o podłożu etniczno-politycznym, rozgrywający się na obszarze Irlandii Północnej, okresowo rozszerzający się również na Anglię, Irlandię i kontynentalną Europę, trwający od końca lat 60. XX wieku aż do podpisania porozumienia wielkopiątkowego w Belfaście w 1998 roku. Pomimo podpisania porozumienia pokojowego nadal dochodzi do sporadycznych aktów przemocy.

## Przyczyny i przebieg
Głównymi przyczynami konfliktu w Irlandii Północnej była chęć zjednoczenia należącej do Wielkiej Brytanii prowincji z niepodległą Republiką Irlandii przez irlandzkich nacjonalistów i republikanów (głównie katolików), przy jednoczesnym dążeniu unionistów (głównie protestantów) do pozostania w granicach Zjednoczonego Królestwa, oraz ogólna niechęć pomiędzy obiema grupami. Konflikt toczył się zarówno w wymiarze militarnym (oraz paramilitarnym), jak i na arenie politycznej. W konflikt zaangażowani byli politycy i aktywiści polityczni obu stron, organizacje paramilitarne republikanów i unionistów oraz siły bezpieczeństwa Wielkiej Brytanii i Republiki Irlandii.
W ciągu trwającego trzy dekady konfliktu zginęło ponad 3500 osób – 1840 cywilów (według innych źródeł 1935), 1049 członków sił bezpieczeństwa (w tym 705 żołnierzy British Army i 301 funkcjonariuszy Royal Ulster Constabulary), 368 członków paramilitarnych grup republikańskich (w tym 359 członków różnych frakcji Irlandzkiej Armii Republikańskiej) oraz 162 członków paramilitarnych organizacji unionistycznych (w tym 91 członków Ulster Defence Association i 62 członków Ulster Volunteer Force).